# Gran Premi de Madrid de motociclisme
El Gran Premi de Madrid de motociclisme fou un esdeveniment esportiu que es disputà en una sola ocasió (la temporada de 1998) al Circuit del Jarama, dins del calendari del Campionat del món de motociclisme. L'esdeveniment es disputà en substitució del Gran Premi de Portugal, ja que el Circuit d'Estoril estava en fase d'homologació.

## Nom oficial i patrocinador
- Gran Premio Comunidad de Madrid[1]

## Lloc i data
- Circuit del Jarama (San Sebastián de los Reyes), 12-14 de juny de 1998

## Guanyadors
| Any  | 125 cc            | 125 cc | 250 cc         | 250 cc  | 500 cc       | 500 cc | Detalls |
| Any  | Pilot             | Moto   | Pilot          | Moto    | Pilot        | Moto   | Detalls |
| ---- | ----------------- | ------ | -------------- | ------- | ------------ | ------ | ------- |
| 1998 | Lucio Cecchinello | Honda  | Tetsuya Harada | Aprilia | Carles Checa | Honda  | Detalls |